# V817 Геркулеса
V817 Геркулеса (лат. V817 Herculis) — одиночная переменная звезда в созвездии Геркулеса на расстоянии приблизительно 2512 световых лет (около 770 парсек) от Солнца. Видимая звёздная величина звезды — от +16,32m до +16,18m.
Открыта Говардом Бондом в 1984 году*.

## Характеристики
V817 Геркулеса — белый карлик, пульсирующая переменная звезда типа GW Девы (ZZO) спектрального класса DOZ1. Масса — около 0,542 солнечной, радиус — около 0,0209 солнечного, светимость — около 25,119 солнечной*. Эффективная температура — около 85000 K*.